# Ana Vasconcelos (ativista)
Ana Maria Pacheco Vasconcelos (Timbaúba, 22 de agosto de 1944 — Recife, 1 de agosto de 2009) foi uma ativista dos direitos humanos, advogada e brasileira que cofundou a Casa de Passagem, em Recife, na qual continuou e desenvolveu o seu trabalho no apoio às Crianças de rua e, especialmente, às mulheres e meninas em situação de rua.

## Carreira
Além de advogada, Ana Maria Pacheco Vasconcelos também era poetisa e técnica em desenvolvimento urbano e rural, além de cronista do Jornal do Commercio (Recife) entre 1984-85, onde escrevia diariamente sobre as crianças de rua.

### Casa de Passagem
Ana Vasconcelos, Cristina Mendonça e Nilvana Casteli fundaram a primeira Casa de Passagem brasileira, localizada na Região Metropolitana do Recife. A instituição surgiu do intuito de oferecer acolhimento para meninas e mulheres em situação de rua, para afastá-las da violência, da exploração sexual e do trabalho infantil. Dentre as atividades e serviços oferecidos pela instituição estão atendimento psicossocial, atividades de lazer e aulas de computação. Cinco anos depois da fundação, a instituição ampliou sua atuação para englobar também jovens (entre 7 e 24 anos) de famílias vulneráveis. Em 20 anos de atuação, a Casa atendeu cerca de 2.500 jovens.

## Falecimento
Ana Maria Pacheco Vasconcelos faleceu de infarto fulminante, na cidade do Recife, enquanto visitava a irmã.

## Prêmios e homenagens
- 2012 - Medalha Heroínas do Tejucupapo da Ordem dos Advogados do Brasil (OAB-PE).[6]
- 2011 - Prêmio Bertha Lutz do Congresso Nacional do Brasil.[4]
- 2009 - Assembleia Legislativa do Estado de Pernambuco faz um minuto de silêncio em homenagem ao seu falecimento.[1]
- 1992 - Financiamento da MacArthur Foundation em População e Saúde Reprodutiva de US$ 74.000.[7]
- 1988 - Eleita Ashoka Fellow pela Fundação Ashoka [8]

## Aparições em documentários
Ana participa em diversos documentários sobre a Casa de Passagem, como uma de suas fundadoras, bem como em noticiários locais que tratavam da Casa ou de suas reivindicações como ativista dos Direitos Humanos.
Mais recentemente, em 2024, foi feita uma série documental biográfica especificamente sobre Ana Vasconcelos, EU NÃO DESISTO DE VOCẼ, tratando da sua vida e dos impactos que deixou na vida de meninas de rua que a conheceram na Casa de Passagem.
- 1991 - Guerra dos Meninos[10][11], de Sandra Werneck
- 1992 - RIGHT![12], de Ewald Wels [13]
- 2004 - Hummingbird[14], de Holly Mosher [15]
- 2004 - In the Eye of a Child, de Holly Mosher[15]
- 2024 - EU NÃO DESISTO DE VOCÊ [9], de Carla Sarmento